# Disa chimanimaniensis
Disa chimanimaniensis är en orkidéart som först beskrevs av Hans Peter Linder, och fick sitt nu gällande namn av Hans Peter Linder. Disa chimanimaniensis ingår i släktet Disa och familjen orkidéer. Inga underarter finns listade i Catalogue of Life.